# Castillonroy
Castillonroy est une commune d’Espagne, dans la province de Huesca, communauté autonome d'Aragon comarque de La Litera.